# Karadeniz Ereğli
Karadeniz Ereğli (o simplement Ereğli, anteriorment Ereghli, també Erekli) és una ciutat de Turquia a la província de Zonguldak, a la costa de la mar Negra a la desembocadura del riu Kılıçsu. L'activitat principal és la pesca i la metal·lúrgia; és famosa per les seves maduixes. El nom actual (Ereğli de la mar Negra) li fou donat com a distinció amb les altres ciutats del mateix nom: Marmara Ereğlisi a la costa de la mar de Màrmara i Konya Ereğli prop de Konya a Anatòlia. La seva població era de 8.815 habitants el 1960, i el districte tenia al mateix any 67.661 habitants (superfície 782 km²). El 2008 tenia 98.017 habitants. La població va més que doblar entre 1973 (31.000) i 1990 (66.000).

## Història
És l'antiga Heraclea Pòntica. Durant el domini turcman i turc otomà fou coneguda com a Bendereğli (Port d'Ereğli). Fou part del sandjak de Bolu dins l'eyalat d'Anadolu, i al segle xix es va incorporar com a kada al wilayat de Kastamonu; amb la república fou unit com a kada (districte) a la província de Zonguldak.